# Stroevo, Plovdiv
Stroevo (în bulgară Строево) este un sat în comuna Marița, regiunea Plovdiv,  Bulgaria. 

## Demografie
Componența etnică a satului Stroevo
     Bulgari (80,61%)
     Romi (3,88%)
     Nicio identificare (15,09%)
     Altele (0,61%)
La recensământul din 2011, populația satului Stroevo era de 1.775 locuitori. Din punct de vedere etnic, majoritatea locuitorilor (80,61%) erau bulgari, cu o minoritate de romi (3,88%). Pentru 15,09% din locuitori nu este cunoscută apartenența etnică.